# Prodotto agroalimentare tradizionale
Prodotto agroalimentare tradizionale (kurz PAT) ist eine italienische Lebensmittelkennzeichnung für traditionell hergestellte Agrar- und Nahrungsmittelprodukte. 2021 besaßen 5353 Produkte eine solche Kennzeichnung.

## Rechtsgrundlage
Die Kennzeichnung wird auf der Grundlage des italienischen Gesetzesdekretes Nr. 173 vom 30. April 1998 und nachfolgender Ergänzungen und Abänderungen vergeben. Laut Gesetzesvorgabe muss die Verarbeitung, Konservierung und Reifung der für die Vergabe des Siegels in Frage kommenden Produkte auf homogene Art und Weise erfolgen. Sie gelten dann als traditionell, wenn ein einheitlicher Herstellungsprozess seit mindestens 25 Jahren nachgewiesen werden kann.
Für die Prüfung und den Eintrag als PAT-Produkte sind die Regionen zuständig, in denen das Produkt hergestellt wird. Anträge können von Privatpersonen, öffentlichen Einrichtungen oder Vereinen über die zuständigen Regionalverwaltungen gestellt werden. Die von den Regionen zugelassenen PAT-Produkte werden an das italienische Ministerium für Landwirtschafts-, Ernährungs- und Forstpolitik übermittelt, die sie in die Liste der PAT-Produkte aufnehmen. Die Liste wird einmal im Jahr aktualisiert.

## Zweck
Mit dem Siegel Prodotto agroalimentare traditionale soll die charakteristische Vielfalt der italienischen Agrar- und Nahrungsmittelproduktion geschützt werden. Es richtet sich insbesondere auf Nischenprodukte kleiner, örtlich verankerter Produzenten, die wegen ihrer sehr eingeschränkten Verbreitung nicht für andere geschützte Ursprungsbezeichnungen in Frage kommen.  Der lokal sehr begrenzte geographische Bezug trägt mit den typischen und traditionellen Herstellungsverfahren zum vielfältigen kulturellen Erbe des Landes sowie zur sozialen und gastronomischen Identität bei. Kulturelle und soziale Aspekte stehen bei der Vergabe im Vordergrund, während mit dem Siegel Konsumenten Garantien in Bezug auf die Authentizität des Produktes bietet.

## Abgrenzung und Kritik
Im Gegensatz zu den Herkunftsbezeichnungen Denominazione d’Origine Protetta (DOP) und Indicazione Geografica Protetta (IGP) kommen die Prodotti agroalimentari tradizionali ohne Herstellungsvorschriften aus. Es liegt in der Eigenverantwortung des Antragstellers Angaben zum Produkt, zur Herstellung und zum lokalen Bezug zu machen. Die Kontrolle der Einhaltung sanitärer Vorschriften und des Lebensmittelrechtes unterliegen den zuständigen Behörden. Von dem ähnlich klingenden EU-Siegel Specialità Tradizionale Garantita (STG) unterscheiden sich PAT-Produkte auch aufgrund ihres lokalen Bezuges.
Zu den Kritikpunkten gehört hauptsächlich die fehlende Normierung, die die Vergabe des Siegels durch die Regionen regelt. Neben den uneinheitlichen Richtlinien werden zudem die fehlenden Kompetenzen bei der Prüfung der Anträge kritisiert, die die Regionen bei der Prüfung der Herstellungsmethoden, der Zubereitung oder den Zutaten an den Tag legen. Kritisch gesehen wird außerdem die kurze Zeitspanne von 25 Jahren, die für die Auszeichnung als traditionelles Produkt ausreicht, so dass nach Ansicht der Kritiker eher von typischen als von traditionellen Agrar- und Nahrungsmittelprodukten zu sprechen sei.

## Typologien und regionale Verteilung
Die Produkte sind nach folgenden Typologien aufgegliedert:
- Alkoholische Getränke, Branntweine und Liköre
- Fleisch (und Innereien), unverarbeitet und verarbeitet
- Käse
- Fette (Butter, Margarine und Öle)
- Pflanzliche Produkte, unverarbeitet und verarbeitet
- Frische Teigwaren, Backwaren, Brot, Gebäck, Konfekte
- Gastronomie
- Fisch, Muscheln und Schalentiere
- Produkte tierischen Ursprunges (Honig, verschiedene Produkte aus der Milchverarbeitung)

Die Region Kampanien wies 2021 mit 569 Einträgen die meisten PAT-Produkte auf. Dahinter folgten die Toskana mit 463 und die Region Latium mit 438 Produkten. Die drei letzten Positionen belegten das Aostatal mit 36 PAT-Produkten, Umbrien mit 69 und Südtirol mit 102 registrierten Produkten.